# Antifa: el manual antifascista
Antifa: el manual antifascista es un libro de 2017 escrito por el historiador Mark Bray y publicado por Melville House Publishing, que explora la historia de los movimientos antifascistas desde las décadas de 1920 y 1930 y su resurgimiento contemporáneo.

## Contenido
Antifa: el manual antifascista detalla el surgimiento del antifascismo en las décadas de 1920 y 1930, y ofrece un análisis de los movimientos antifascistas contemporáneos, en particular el antifa en Estados Unidos y Europa. Bray sostiene en su libro que el antifascismo militante es una tradición política razonable y legítima, y describe su libro como «un llamado a las armas descaradamente partidista que pretende dotar a una nueva generación de antifascistas de la historia y la teoría necesarias para derrotar a la extrema derecha resurgente». Los ejemplos históricos a los que se hace referencia en el libro incluyen el Grupo 43, Rock Against Racism, los Guerreros Rojos y los Autonomen, que popularizaron las tácticas del bloque negro. También detalla eventos clave en la historia de los movimientos antifascistas, como la Batalla de Cable Street.
Además de describir la historia de los movimientos antifascistas, el libro dedica un capítulo a «Cinco lecciones históricas para los antifascistas». Se analiza el tema de antifa en relación con la desplataforma y la libertad de expresión. Las entrevistas que Bray realizó con activistas de antifa están incluidas en el libro. Bray realizó 61 entrevistas de este tipo en 17 países diferentes. Bray utiliza la definición de fascismo proporcionada por Robert Paxton. Define a antifa como una «política antiliberal de revolucionarismo social aplicada a la lucha contra la extrema derecha, no sólo contra los fascistas literales» y como una «política radical panizquierdista que une a comunistas, socialistas, anarquistas y varios izquierdistas radicales diferentes con el propósito compartido de combatir a la extrema derecha».

## Recepción
El San Francisco Chronicle elogió la redacción del libro, calificando el análisis de Bray de «metódico e informativo» y sus argumentos de «incisivos y cohesivos».
Carlos Lozada, del The Washington Post, comentó que «la contribución más esclarecedora del libro trata sobre la historia de los esfuerzos antifascistas del siglo pasado, pero su mayor relevancia hoy en día es su justificación para reprimir la libertad de expresión y apalear a los supremacistas blancos».
En Los Angeles Review of Books, Luca Provenzano dijo que el libro fue «escrito desde una posición loable de compromiso y proporciona una genealogía útil para el antifascismo militante en el presente», pero también fue crítico del libro, diciendo que «una mirada más cercana y crítica al inicio del antifa moderno en los años 1960 y 1970 revela algunas de las trampas de la organización militante, y un análisis verdaderamente creíble de las tácticas de protesta antifascistas tendría que prestar mucha más atención a este período».
Fred Shaw, en un artículo publicado en el Pittsburgh Post-Gazette, calificó el libro como «puntual, con un análisis conciso proporcionado desde la perspectiva de un experto», pero también dijo que «no es una lectura atrapante».
En Brasil, el libro de Bray fue objeto de lo que Bray describió como «una pequeña controversia» en Twitter en 2021, cuando un miembro del autodenominado "Movimiento Policial Antifascista" tuiteó una foto de él mismo sosteniendo el libro, a lo que el autor respondió que si realmente era antifascista debería dejar su trabajo.